# Кузина, Анна Евгеньевна
А́нна Евге́ньевна Ку́зина (укр. Ганна Євгенівна Кузіна; род. 21 июля 1980, Киев, Украинская ССР, СССР) — украинская актриса театра и кино. Наиболее известна благодаря роли председателя студенческого профкома Яны Семакиной в сериалах «Универ. Новая общага» и «Универ. 10 лет спустя».

## Биография
Анна родилась 21 июля 1980 года в Киеве. Отец и мать — инженеры, окончившие Киевский политехнический институт. Есть младший брат — Юрий. В детстве Анна три года занималась фигурным катанием, завоевав третье место на юниорском чемпионате Украины по фристайлу, но в связи с травмой спорт была вынуждена оставить. Также обучалась в музыкальной школе по классу аккордеона, но решила бросить. Окончила Львовский полиграфический институт по специальности «литературный редактор, журналист». Были также неудачные попытки поступить в Киевский театральный институт, а также в вузы Москвы, но всё-таки удалось отучиться в театральной студии «Чёрный квадрат».
Рост актрисы — 158 см; кроме русского и украинского, Анна свободно владеет французским языком.
3 апреля 2022 года осудила российское вторжение на Украину, назвав президента России «военным преступником». 

## Творчество
Театральная карьера Анны началась с замены актрисы в спектакле «Шельменко-денщик» режиссёра Владимира Оглоблина.
В течение трёх лет работала в киевском театре «Дах». В перерывах между съёмками играет в театре «Созвездие».
В 2017 году покинула сериал «Универ. Новая общага» в связи с беременностью.
В июне 2017 года приняла участие в проекте «Class Act: Схід-Захід». В 2018 году исполнила одну из главных ролей в скетчкоме «Копы в работе».

### Критика
«Аня — это наш Мартин Иден в юбке, человек, попавший в профессию практически с улицы, и за 3 года добившийся максимума того, что возможно в наших неголливудских условиях. У неё широкое амплуа: бабушек, учитывая возраст ещё играть рано, но ей под силу не только девочки-дурочки, но и злодейки с интеллектуальным уклоном» — режиссёр Владимир Тихий.

## Фильмография

### Актриса
| Год       |     | Название                           | Роль                          |
| --------- | --- | ---------------------------------- | ----------------------------- |
| 2005      | ф   | С днём рождения, королева!         | Элизабет Уайт                 |
| 2006      | ф   | Далеко от Сансет-бульвара          | костюмерша                    |
| 2006      | с   | Сёстры по крови                    | Ванда                         |
| 2007      | с   | Наблюдатель (не завершен)          | Маша                          |
| 2007      | ф   | Барин                              | Заряна                        |
| 2007      | с   | Держи меня крепче                  | Маша Корсакова                |
| 2007      | ф   | Клад                               | Имя персонажа не указано      |
| 2007      | с   | Когда её совсем не ждешь           | Оксана                        |
| 2007      | с   | Секунда до...                      | официантка                    |
| 2007      | с   | Чужие тайны                        | Василиса                      |
| 2007      | ф   | Игры в солдатики                   | Оксана                        |
| 2008      | ф   | Миллион от Деда Мороза             | Имя персонажа не указано      |
| 2008      | с   | Родные люди                        | Марина                        |
| 2008      | ф   | Третий лишний                      | Маша                          |
| 2008      | с   | Богун. Адвокатские Расследования   | Имя персонажа не указано      |
| 2008      | с   | Сила притяжения                    | Лера                          |
| 2008      | ф   | Тревожный отпуск адвоката Лариной  | Елизавета Андреевна           |
| 2008      | ф   | Пуговица                           | Лика                          |
| 2008      | с   | Матрёшки 2                         | девушка                       |
| 2008      | ф   | Таинственный остров                | Даша                          |
| 2008      | с   | Начать сначала. Марта              | Ольга Головина                |
| 2008      | ф   | Дорогие дети                       | воспитательница               |
| 2009—2011 | с   | Доярка из Хацапетовки              | Марина Бланк (Булычёва)       |
| 2009      | с   | Осенние цветы                      | Настя                         |
| 2009      | ф   | Снегирь                            | медсестра                     |
| 2009      | с   | По закону                          | Алина                         |
| 2010      | с   | Паршивые овцы                      | Даша                          |
| 2010      | с   | Трава под снегом                   | Вика                          |
| 2010      | кор | Псы Украинки                       | Лена                          |
| 2010      | ф   | Антиснайпер 3: Новый уровень       | Наташа Васнецова              |
| 2010      | ф   | Антиснайпер 4: Выстрел из прошлого | Наташа Васнецова              |
| 2010      | с   | Я тебя никому не отдам             | студентка консерватории       |
| 2011      | с   | Здравствуй, мама!                  | Катя                          |
| 2011      | ф   | Одуванчик                          | Соня Кукуровская              |
| 2011      | с   | Я тебя никогда не забуду           | Бася                          |
| 2011      | с   | Ярость                             | Аллочка \ Лариса Эдельштейн   |
| 2011—2018 | с   | Универ. Новая общага               | Яна Семакина                  |
| 2011      | ф   | Пончик Люся                        | Лена Власова                  |
| 2011—2014 | с   | Прокурорская проверка              | Марина Самойленко             |
| 2013      | с   | СашаТаня                           | Яна Семакина                  |
| 2015      | с   | Онлайн 5.0                         | героиня скетчкомов            |
| 2016      | с   | Подкидыши                          | Евгения Шестакова             |
| 2016      | с   | Случайных встреч не бывает         | Имя персонажа не указано      |
| 2016      | ф   | Если бы да кабы                    | Надя                          |
| 2016      | с   | Проводница                         | Настя                         |
| 2016      | с   | 25-й час                           | Елизавета, мать Алана         |
| 2016      | ф   | Лучшая партия                      | Имя персонажа не указано      |
| 2017      | с   | Жёны на тропе войны                | Александра Покровская         |
| 2018      | ф   | Zомбоящик                          | Наташа Ростова                |
| 2018      | с   | Аметистовая сережка                | Евгения                       |
| 2018      | с   | Копы на работе                     | Маша Бабенко                  |
| 2018      | с   | Ангелина                           | Анна Рыбакова                 |
| 2019      | с   | Джованни                           | Анна                          |
| 2019      | с   | Отмороженный                       | Рита                          |
| 2019      | с   | Швабра                             | Екатерина Сосновская, эксперт |
| 2019      | с   | Отель Эдельвейс                    | Имя персонажа не указано      |
| 2019      | ф   | Немая                              | Кира Тихоплав                 |
| 2020      | ф   | Реабилитация                       | Екатерина Михайлова           |
| 2020      | ф   | Нижний горизонт (в производстве)   | Имя персонажа не указано      |
| 2021      | с   | Пикник                             | Вера Лапина                   |
| 2021      | с   | Универ. 10 лет спустя              | Яна Семакина                  |
| 2024      | ф   | Поезд в 31 декабря                 | Ольга                         |

### Дублирование
- «Маленькое королевство Бена и Холли» — Бен, второстепенные роли (русский дубляж, DR Studios по заказу Nickelodeon)
- «Волшебные покровители» (6—9 сезоны) — Тимми Тёрнер (русский дубляж, DR Studios по заказу Nickelodeon)
- «АйКарли» (2—6 сезоны) — Карли Шей (русский дубляж, DR Studios по заказу Nickelodeon)
- «Команда Умизуми» — Гео (русский дубляж, DR Studios по заказу Nickelodeon)
- «Умная собачка Блу» — (русский дубляж, DR Studios по заказу Nickelodeon)
- «Фифи и цветочные малыши» — Виолетта, Маковка, Крыжик (русский дубляж, DR Studios по заказу Nickelodeon)
- «Виктория-победительница» — Кэт Валентайн (русский дубляж, DR Studios по заказу Nickelodeon)
- «Сэм и Кэт» — Кэт Валентайн (русский дубляж, DR Studios по заказу Nickelodeon)
- «Призрак» — (русский дубляж)
- «Финес и Ферб» (1, 3 сезоны) — Кендэс Флинн (украинский дубляж, Le Doyen)
- «Алиса в Стране чудес» — Алиса (украинский дубляж, Le Doyen)
- «Алиса в Зазеркалье» — Алиса (украинский дубляж, Le Doyen)
- «Любовь и другие лекарства» — Синди (украинский дубляж, Постмодерн\Central Production International Group)
- «Люди Икс. Начало. Росомаха» — Эмма (украинский дубляж, Постмодерн\Central Production International Group)
- «Алита: Боевой ангел» — Алита (украинский дубляж)

## Театр
- «Зайка-зазнайка» (в детстве)[11] — Зайка
- «Шельменко-денщик»[2]
- «Васса Железнова» — Наталья, дочь Вассы
- «Свои люди, сочтёмся» — Олимпиада Самсоновна
- «Свадьба Кречинского» — Лидочка
- «Депо Северное» — Оля
- «Sексуальное Чтиво»[12]
- «Class Act: Схід-Захід»
- «Кицюня» («Дикий театр»)[13]
- «Хаос. Женщины на грани нервного срыва»[14]
- «Ми всі дорослі люди» («Дикий театр»)
- «Номера»[15]
- «Дон Жуан»
- «Шрами» («Дикий театр»)
- «Дорослі люди»